# Robert Julius Trumpler
Robert Julius Trumpler   (Zúric, 2 d'octubre de 1886 - Berkeley, 10 de setembre de 1956) va ser un astrònom nord-americà d'origen suís, especialitzat en l'estudi de cúmuls estel·lars.

## Carrera
Trumpler va estudiar a la Universitat de Zúric (1906-1908), i a la Universitat de Göttingen a Alemanya, on va obtenir el doctorat al novembre de 1910. Els quatre següents anys els va passar en el "Swiss Geodetic Survey", per a el 1915 emigrar cap als Estats Units i treballar en un observatori de Pittsburgh. El 1919 va començar a treballar en l'Observatori Lick, Califòrnia, on romandria fins a 1951.
El 1930 va idear un sistema de classificació de cúmuls estel·lars oberts. Segons aquest sistema, cada cúmul obert rebria tres caràcters: el primer d'ells, en numeració romana, pot oscil·lar entre I-IV i indica la seva concentració i grandària fins a l'estel més proper (de major a menor), el segon s'escriu en numeració aràbiga, podent variar entre 1 i 3, i revela informació sobre la lluminositat dels seus membres (de menys a més), i ell últim caràcter pot ser una p, una m, o una r, i indica si el cúmul és pobre (menys de 30), mitjà (entre 50 i 100), o ric (més de 100) en estels, respectivament. A més, si el cúmul s'hi troba dins d'una nebulosa, al final se li afegeix la lletra n. Aquest sistema, conegut com la classificació Trumpler, encara està en ús avui dia.
En el mateix any, 1930, va confirmar l'absorció interestel·lar. Havia examinat prop de 300 cúmuls estel·lars oberts diferents, i es va trobar que els cúmuls més llunyans semblaven ser el doble de grans que els més propers. Al no trobar cap error en les observacions, va concloure que la causa era l'existència d'un mitjà absorbent entre la Terra i els cúmuls.
Trumpler va assumir, correctament, que la quantitat d'aquest mitjà absorbent augmentava amb la distància, amb el qual els cúmuls més llunyans semblaven més grans. També va estimar els efectes en funció de la distància d'aquest mitjà d'absorció, que va resultar ser pols interestel·lar, demostrant la seva existència.
Aquest descobriment va influir en gran manera en altres astrònoms, com Harlow Shapley, qui havia investigat sobre l'estructura de la nostra galàxia, ja que significava que tenia una grandària tres vegades menor que l'estimada fins aleshores.
El 1922 va participar en una prova de la teoria general de la relativitat d'Albert Einstein. L'alemany havia predit que la llum que passés molt prop de la vora del Sol es corbaria. En 1922 va viatjar cap a Wallal, Austràlia, per mesurar la suposada curvatura durant un eclipsi de Sol, i va obtenir un valor de 1,75 ± 0,09 segons d'arc, un resultat molt més proper a la predicció d'Einstein que el que havia obtingut Arthur Eddington el 1919.

## Eponimia
- El cràter lunar Trumpler porta aquest nom en la seva memòria.[3]
- El cràter marcià Trumpler també commemora el seu nom.[4]

## Objectes notables
Alguns objectes notables del seu catàleg de clústers oberts de 1930 són:
- Trumpler 2
- Trumpler 14
- Trumpler 15
- Trumpler 16
- Trumpler 27